# 名鉄デニ2000形電車
名鉄デニ2000形電車（めいてつデニ2000がたでんしゃ）は、名古屋鉄道（名鉄）が1953年（昭和28年）に導入した荷物輸送用の電車（荷物電車）である。
デニ2000形は荷物電車代用として運用されていたモ3250形（初代）の主要機器を流用し、荷物電車（荷電）として専用設計された車体を新製したもので、一形式1両（デニ2001）のみが在籍した。太平洋戦争前後の名鉄において客貨合造構造の車両は複数存在したものの、荷物輸送専用車両はデニ2000形が唯一の存在であり、1969年（昭和44年）まで運用された。

## 導入経緯
モ3250形（初代）は、名鉄の前身事業者の一つである愛知電気鉄道（愛電）が1926年（大正15年）12月に導入した全鋼製車デハ3090形3090の後身である。デハ3090形は愛電初の半鋼製車電7形（デハ3080形）と同時期に導入され、電7形とは主要機器の仕様などが共通するものの、構体を床部など一部を除いて全て普通鋼製とした試作車である。また、デハ3090形は製造元の日本車輌製造本店が試作したものを愛電へ無償提供した車両とされ、その経緯や導入時期から、愛電および後年の名鉄社内において「お歳暮電車」と呼称されていたと伝わる。
愛電と名岐鉄道との合併による現・名鉄発足後、デハ3090形はモ3250形3251（形式・記号番号とも初代）と形式・記号番号を改めた。当初は電7形（名鉄継承後に初代モ3200形と改形式）と同じく旅客運用に供されたが、戦中戦後の混乱期を経て全鋼製構体の老朽化が進行したため、1948年（昭和23年）に旅客車から荷電代用車に転用された。これは同年5月の西部線の架線電圧1,500 V昇圧に伴う東西直通運転開始を契機として急増した手小荷物輸送需要に対応する目的も含まれていた。この際、車体塗装を従来のダークグリーン1色塗装から、「灰紫色」または「ダークブルー」などと形容される青色系の1色塗装に改めている。
その後1953年（昭和28年）に至り、老朽化が著しかったモ3251を本格的な手小荷物輸送専用車両として再生することとなり、同年11月に名古屋車輌工業にて、荷電として専用設計された車体を台枠より新製して載せ替え、同時に形式・記号番号をデニ2000形2001と改めた。当時、名鉄においては電動車の記号を「モ」としていたが、デニ2000形は電気機関車各形式と同じく「デ」とされ、また名鉄における「2000形」の形式は本来制御車用の番台区分であり、さらに当時在籍した制御車ク2000形とも重複するもので、デニ2000形は名鉄の形式・記号番号付与基準から逸脱した異端形式であった。
なお、不要となったモ3251当時の旧車体は廃棄されたが、台枠のみが輸送機工業へ譲渡され、その見返りとして輸送機工業が新製して名鉄へ納入した車両が3800系ク2836であるとされる。

## 車体
台枠より新製された、全長16,810 mm・全幅2,740 mmの半鋼製車体を備える。前後妻面は台枠裾部から屋根部にかけて「かまぼこ形」と形容される完全な切妻形状となっており、屋根部は単一の曲線で構成される単純な構造となるなど、モ3251当時の原形とは全く異なる仕様となっている。
前後妻面に運転台を備える両運転台仕様で、非貫通構造の各妻面には2枚の横長形状の前面窓を配置し、窓の上下部には補強帯（ウィンドウシル・ヘッダー）が設置されている。この外観上の特徴から日本国有鉄道（国鉄）保有の事業用車の一形式であるクモル23形50番台（クモル23050）との類似性が指摘されるが、クモル23050が前面窓周囲に深い後傾角を設けているのに対して、デニ2001の前面窓は妻面と面一に設置されている。前照灯は露出型ながら屋根上ではなく前面幕板中央部に設置され、左右の腰板下部に標識灯を設置する。
側面には乗務員扉のほか両開構造の大型荷物用扉を2箇所設け、その他一段上昇構造の側窓を計4枚設置、側面窓配置は d 1 B 1 1 B 1 d（d：乗務員扉、B：荷物用扉、各数値は側窓の枚数）である。なお、側面には妻面とは異なりウィンドウシルのみを設置し、ウィンドウヘッダーは省略されている。
荷物室の最大積載容量は59.48 m3、荷重上限は9 tである。荷物室には座席を設けず、可搬式の丸椅子を常備する。
車体塗装はモ3251末期の青色系塗装を踏襲せず、当時の名鉄保有の旅客用車両における標準塗装であったダークグリーン1色塗装とされている。

## 主要機器
モ3251当時の機器をそのまま流用しており、電空単位スイッチ式間接非自動制御（HL制御）、ウェスティングハウス・エレクトリックWH-556-J6主電動機（定格出力74.6 kW）、歯車比3.045 (67:22)、ボールドウィン84-27-A台車、AMM自動空気ブレーキなどの仕様に変化はない。
ただし、デニ2001は他車との併結運用を行わないことから、前面には連結器および制動管のみを設置し、総括制御用のジャンパ栓は省略されている。

## 運用
導入後は、主に名古屋本線にて手小荷物輸送運用に充当された。
その後、従来型HL制御車の3700系列への更新進捗に伴って、デニ2001はボールドウィン84-27-A台車およびWH-556-J6主電動機を供出し、モ1100形1101の廃車発生品であるブリル36E台車および三菱電機MB-98-A主電動機（定格出力74.6 kW）に換装された。
さらに1966年（昭和41年）には、ブリル36E台車を3700系ク2703へ転用することとなり、電気機関車デキ800形801の廃車発生品であるブリル27-MCB-1台車に再換装された。同時期には主電動機も定格出力60 kWの機種へ換装され、歯車比が従来の3.045から3.21に改められている。
デニ2001を用いた手小荷物輸送は、1969年（昭和44年）7月6日のダイヤ改正をもって廃止された。用途を失ったデニ2001は同年8月25日付で除籍され、名鉄における荷物専用電車（荷電）は全廃となった。
デニ2001の廃車後も、手小荷物輸送そのものは旅客用車両を用いて継続され、荷電代用車両には主にモ800形の両運転台仕様車が充当された。1980年代に入ると、休日の運用には3400系・3900系のほか、冷房車の7300系といったAL車の4両編成も充当された。その後、1985年（昭和60年）3月1日のダイヤ改正をもって、名鉄における手小荷物輸送および旅客用車両の荷電運用は廃止となった。